# Confessions on a Dance Floor
Confessions on a Dance Floor – dziesiąty album studyjny Madonny. Krążek został bardzo dobrze przyjęty zarówno przez publiczność jak i przez krytykę – otrzymał między innymi nagrodę Grammy 2007 w kategorii Najlepszy Album Taneczny.
Album wydany na CD zawiera utwory połączone w jedną, ciągłą całość. Wersje dostępne na płycie gramofonowej oraz jako digital download to utwory oddzielne, różniące się niekiedy początkiem i końcem oraz czasem trwania od tych, jakie umieszczone zostały na płycie kompaktowej.
Wydawnictwo w pierwszym tygodniu sprzedaży rozszedł się na całym świecie w rekordowej liczbie 1,2 mln kopii. Do dziś album na całym świecie sprzedał się w nakładzie 10 mln egzemplarzy. W Stanach Zjednoczonych wydawnictwo sprzedało się ponad dwukrotnie lepiej niż poprzedni studyjny album Madonny American Life, czyli w ilości ponad 1,6 mln kopii. Płyta zadebiutowała na pierwszym miejscu list sprzedaży w 41 krajach. Madonna tym sposobem pobiła rekord, ponieważ do tej pory żadnemu artyście solowemu w historii nie udał się taki wyczyn.
Płyta była początkowo promowana promocyjną trasą koncertową pod tytułem Hung Up Promo Tour, później światową trasą koncertową Confessions Tour.

## Lista utworów
| #   | Tytuł | Czas |
| --- | --- | ---- |
| 1.  | "Hung Up" Autor: Madonna Ciccone, Stuart Price, Benny Andersson, Björn Ulvaeus Producent: Madonna, Stuart Price                            | 5:36 |
| 2.  | "Get Together" Autor: Madonna Ciccone, Anders Bagge, Peer Åström, Stuart Price Producent: Madonna, Stuart Price, Anders Bagge, Peer Åström | 5:30 |
| 3.  | "Sorry" Autor: Madonna Ciccone, Stuart Price Producent: Madonna, Stuart Price                                                              | 4:43 |
| 4.  | "Future Lovers" Autor: Madonna Ciccone, Mirwais Ahmadzaï Producent: Madonna, Mirwais                                                       | 4:51 |
| 5.  | "I Love New York" Autor: Madonna Ciccone, Stuart Price Producent: Madonna, Stuart Price                                                    | 4:11 |
| 6.  | "Let It Will Be" Autor: Madonna Ciccone, Mirwais Ahmadzaï, Stuart Price Producent: Madonna, Stuart Price                                   | 4:18 |
| 7.  | "Forbidden Love" Autor: Madonna Ciccone, Stuart Price Producent: Madonna, Stuart Price                                                     | 4:22 |
| 8.  | "Jump" Autor: Madonna Ciccone, Joe Henry, Stuart Price Producent: Madonna, Stuart Price                                                    | 3:46 |
| 9.  | "How High" Autor: Madonna Ciccone, Christian Karlsson, Pontus Winnberg, Henrik Jonback Producent: Madonna, Bloodshy & Avant, Stuart Price  | 4:40 |
| 10. | "Isaac" Autor: Madonna Ciccone, Stuart Price Producent: Madonna, Stuart Price                                                              | 6:03 |
| 11. | "Push" Autor: Madonna Ciccone, Stuart Price Producent: Madonna, Stuart Price                                                               | 3:57 |
| 12. | "Like It or Not" Autor: Madonna Ciccone, Christian Karlsson, Pontus Winnberg, Henrik Jonback Producent: Madonna, Bloodshy & Avant          | 4:31 |

### Utwory bonusowe
|     | limitowana edycja płyty kompaktowej                                                                  |      |
| #   | Tytuł                                                                                                | Czas |
| --- | --- | ---- |
| 13. | "Fighting Spirit" Autor: Madonna Ciccone, Mirwais Ahmadzaï Producent: Madonna, Mirwais, Stuart Price | 3:32 |
|     | download dla członków fanklubu ICON                                                                  |      |
| #   | Tytuł                                                                                                | Czas |
| #   | "Super Pop" Autor: Madonna Ciccone, Mirwais Ahmadzaï Producent: Madonna, Mirwais, Stuart Price       | 3:42 |

## Listy przebojów
| Kraj              | Najwyższa pozycja |
| ----------------- | ----------------- |
| Australia         | 1                 |
| Austria           | 1                 |
| Belgia (Flandria) | 1 (3 tygodnie)    |
| Belgia (Walonia)  | 1 (5 tygodni)     |
| Brazylia          | 1                 |
| Chile             | 1                 |
| Dania             | 1 (2 tygodnie)    |
| Europa            | 1 (5 tygodni)     |
| Finlandia         | 1 (4 tygodnie)    |
| Francja           | 1 (3 tygodnie)    |
| Grecja            | 2 (2 tygodnie)    |
| Hiszpania         | 1                 |
| Holandia          | 1 (2 tygodnie)    |
| Irlandia          | 3                 |
| Japonia           | 5                 |
| Kanada            | 1                 |
| Meksyk            | 1                 |
| Niemcy            | 1 (2 tygodnie)    |
| Norwegia          | 1 (4 tygodnie)    |
| Nowa Zelandia     | 5                 |
| Polska            | 1                 |
| Portugalia        | 1 (3 tygodnie)    |
| Słowacja          | 4                 |
| Stany Zjednoczone | 1                 |
| Szwajcaria        | 1 (2 tygodnie)    |
| Szwecja           | 1                 |
| Węgry             | 1                 |
| Wielka Brytania   | 1 (2 tygodnie)    |
| Włochy            | 1                 |

## Certyfikaty i sprzedaż
| Kraj              | Certyfikat           | Sprzedaż  |
| ----------------- | -------------------- | --------- |
| Australia         | 2 x platynowa płyta  | 140 000   |
| Austria           | platynowa płyta      | 50 000    |
| Belgia            | platynowa płyta      | 50 000    |
| Brazylia          | platynowa płyta      | 125 000   |
| Cypr              | platynowa płyta      | 11 000    |
| Czechy            | 2 x platynowa płyta  | 22 000    |
| Europa            | 4 x platynowa płyta  | 4 300 000 |
| Filipiny          | złota płyta          | 20 000    |
| Finlandia         | platynowa płyta      | 55,000+   |
| Francja           | diamentowa płyta     | 918,000+  |
| Grecja            | 5 x platynowa płyta  | 100 000   |
| Hiszpania         | 2 x platynowa płyta  | 220 000   |
| Holandia          | 2 x platynowa płyta  | 140 000   |
| Irlandia          | 4 x platynowa płyta  | 60 000    |
| Izrael            | złota płyta          | 20 000    |
| Japonia           | 5 x platynowa płyta  | 500,000+  |
| Kanada            | 4 x platynowa płyta  | 475 000   |
| Kolumbia          | platynowa płyta      | 30 000    |
| Meksyk            | platynowa płyta      | 160 000   |
| Niemcy            | 3 x platynowa płyta  | 600 000   |
| Nowa Zelandia     | platynowa płyta      | 15 000    |
| Polska            | platynowa płyta      | 40 000    |
| Portugalia        | 2 x platynowa płyta  | 40 000    |
| Słowacja          | złota płyta          | 3,400     |
| Stany Zjednoczone | platynowa płyta      | 1 675 000 |
| Szwajcaria        | 3 x platynowa płyta  | 120 000   |
| Szwecja           | 2 x platynowa płyta  | 120 000   |
| Tajlandia         | platynowa płyta      | 45 000    |
| Turcja            | platynowa płyta      | 40 000    |
| Węgry             | platynowa płyta      | 20 000    |
| Wielka Brytania   | 4 x platynowa płyta  | 1 300 000 |
| Włochy            | 1 x diamentowa płyta | 450,000+  |

## Single
| #  | Tytuł        | Data wydania  | [ 9 ] | Unia Europejska | [ 10 ]           | Polska |
| -- | ------------ | ------------- | ----- | --------------- | ---------------- | ------ |
| 1. | Hung Up      | listopad 2005 | # 7   | # ?             | # 1 (3 tygodnie) | # ?    |
| 2. | Sorry        | luty 2006     | # 54  | # ?             | # 1 (2 tygodnie) | # ?    |
| 3. | Get Together | czerwiec 2006 | # —   | # ?             | # 7              | # ?    |
| 4. | Jump         | listopad 2006 | # —   | # ?             | # 9              | # ?    |